# Бузаки
Бу́заки — село в Україні, у Камінь-Каширській громаді Камінь-Каширського району Волинської області. На території села діє ЗОШ І-ІІІ ступенів, яка має два корпуси. Населення становить 1000 осіб.

## Географія
Селом протікає річка Турія. Поруч з селом розташований гідрологічний заказник місцевого значення Турський.

## Історія
У 1906 році село Хотешівської волості Ковельського повіту Волинської губернії. Відстань від повітового міста 46 верст, від волості 10. Дворів 78, мешканців 310.

## Відомі люди
- Шевчик Анатолій Васильович (1980-2023)– солдат Збройних Сил України, учасник російсько-української війни. Загинув 25 лютого 2023 р. в Харківській області. Похований 2 березня 2023 року на місцевому кладовищі села Бузаки.
- Шворак Анатолій Іванович (1974-2023) – солдат Збройних Сил України, учасник російсько-української війни. Загинув 5 травня 2023 р. в Донецькій області. Поховано 10 травня 2023 року на місцевому кладовищі села Бузаки.
- Деркач Микола Васильович (1993-2022) – солдат Збройних Сил України, учасник російсько-української війни. Загинув 12 грудня 2022 р. в Харківській області. Похований 12 лютого 2024 р. на місцевому кладовищі села Бузаки.
- Мажула Олександр Романович (1991-2024)  – солдат Збройних Сил України, учасник російсько-української війни. Загинув 18 квітня 2024 р. в Запорізькій області під час виконання бойового завдання. Похований 24 квітня 2024 р. на місцевому кладовищі села Бузаки.
- Лесик Віталій Вікторович (1998-2024)  – солдат Збройних Сил України, учасник російсько-української війни. Загинув 1 травня 2024 р. в Донецькій області під час виконання бойового завдання. Похований 4 травня 2024 р. на місцевому кладовищі села Бузаки.

## Населення
Згідно з переписом УРСР 1989 року чисельність наявного населення села становила 995 осіб, з яких 477 чоловіків та 518 жінок.
За переписом населення України 2001 року в селі мешкало 1057 осіб.

### Мова
Розподіл населення за рідною мовою за даними перепису 2001 року:
| Мова       | Відсоток |
| ---------- | -------- |
| українська | 99,34 %  |
| російська  | 0,47 %   |
| білоруська | 0,09 %   |
| вірменська | 0,09 %   |